# 張堅固與李定度
張堅固與李定度是地主神之一。

## 解釋
由於華人有一種「買地券」信仰，認為土地有陰間的所有權，凡是建造廟宇、墳墓甚至住宅，都需要向該地的神明以冥錢購買，且立券為証，是為「買地券」。在與「地權之神」簽訂契約時，常列出張堅固與李定度二位仙人之名，作為知見人（見証人）、居中人（仲介人，牙人）等。

## 註解
1. ↑  南宋紹興十九年(1149年)「買地券」：「維紹興十九年歲次己(巳)十月二十三日戊寅，大宋國管內泉州府晉江縣晉江鄉臨江裡，故助教郭三郎、太孺聶十五娘，於本縣本鄉鸞歌裡上得辛兗山，來龍乾亥入路，兗仙□穴□，甲卯向，發□水，折艮癸，歸艮甲，長流甲，分九萬九千九百九十貫，就地主封侯明王邊買地一穴，當得張堅固、李庭度、地下武夷王同共給，與故亡人郭助教及本孺女葬永古為祖。東至青龍，西至白虎，南至朱雀，北至玄武，上至青天，下至黃泉。應地下諸神惡鬼，不得妄亂侵佔。太上老君急急如律令，陰陽事□□□(符箓，抄略)。」
2. ↑  清宣統元年買地券「地契格」：人皆有死，吉地而葬，而契券安其地之靈氣，乃謹慎始終之至情。今有大清福建省泉州府安溪縣祭主○○○，為故祖考（妣）○○○安葬事，迎楊救貧先師前來，訪得吉地一穴，地名○○處○○山○○向○○分金度，東至青龍甲乙木，南至朱雀丙丁火，西至白虎庚辛金，北至玄武壬癸水，中至中央戊己土，由李定度居中，張堅固知見，敬備冥錢九萬九千九百九十九貫九百九十九文，燒化與武夷王收執，買為丘墓。其地原無來歷不明等情，東震、南離、西兌、北坎，四界分明。左丘右墓，前塚後墳，倘如混爭，決不寬貸，差六丁神兵，六甲神將，押去東嶽酆都禁錮，神刀揮落不留情，又譴爾陽世子淪為奴，女賣為婢。永存其照此契。地師楊救貧。牙人李定度。知見張堅固。代筆人白鶴仙。